# (31601) 1999 GF
1999 GF (asteroide 31601) é um asteroide da cintura principal. Possui uma excentricidade de 0.13033360 e uma inclinação de 14.72752º.
Este asteroide foi descoberto no dia 3 de abril de 1999 por Korado Korlević em Visnjan.